# Кабестан (лебедка)
Кабеста́н (от френски: cabestan), в морското дело също шпил, е механизъм за придвижване на товар, състоящ се от вертикално поставен вал, на който при въртене се намотава верига или канат, в другия край на който е закрепен товарът, например котва.
Кабестанът представлява вертикален прост механизъм (колело и ос) и е разновидност на лебедка с барабан, насаден на вертикален вал.
Кабестанът се използва в корабоплаването най-вече за прекарване на речните съдове към причалите, обиране (вдигане, опъване) на съдовите котви и други подобни цели.
Един от най-внушителните примери за използване на системи от кабестани в строителството е поставянето на колоните на Исакиевския събор през 1828 г. и издигането на Александровската колона на пиедестал през 1832 г.